# Вердец, Илие
Илие Вердец (рум. Ilie Verdeţ; 10 мая 1925, Комэнешти, Бакэу — 20 марта 2001, Бухарест) — румынский государственный деятель, премьер-министр Румынии (1979—1982).

## Биография
Родился 10 мая 1925 года в коммуне Комэнешти в семье шахтёра.
С 12 лет ввиду сложного положения семьи работал шахтёром.
Член РКП с 1945 года.
Окончил Бухарестскую экономическую академию.
В 1954—1956 годах — первый секретарь областного комитета Румынской рабочей партии в жудеце Хунедоара, затем — заместитель заведующего организационным отделом ЦК РРП.
Кандидат в члены ЦК РРП (1955—1960), член ЦК РКП (1960—1989), в марте-июле 1960 года, в 1974—1978 и в 1982—1984 годах — секретарь ЦК РКП. В 1977 году Николае Чаушеску направил его для урегулирования шахтёрских выступлений в долине Жиу, однако Вердец не справился с задачей и даже два дня находился в заложниках.
Член Исполнительного комитета и Постоянного Президиума ЦК РКП (1966—1977), член Постоянного Президиума Политического исполнительного комитета ЦК (1977—1989).
В 1965—1967 годах — заместитель, в 1967—1974 годах — первый заместитель премьер-министра Социалистической Республики Румынии.
В 1978—1979 годах — первый заместитель премьер-министра, председатель Госплана.
С 1979 по 1982 год — премьер-министр Социалистической Республики Румынии. Пытаясь вывести экономику страны из затяжного кризиса, вступил в противоречия с Николае Чаушеску и был вынужден уйти в отставку с поста главы правительства.
С 1985 по 1986 год — министр угольной промышленности Румынии.
С 1986 по 1989 год — председатель комиссии ЦК РКП по изучению истории РКП с 1961 года.
После свержения Чаушеску попытался сформировать новое правительство, но оно никем не было признано и просуществовало меньше часа, вплоть до объявления по телевидению о создании Фронта национального спасения.
В конце 1990 году основал неокоммунистическую Социалистическую партию труда (Partidul Socialist al Muncii, PSM). К PSM примыкали такие крупные деятели прежних времён, как бывший генеральный секретарь ЦК РКП и критик Чаушеску «слева» Георге Апостол, левый диссидент Константин Пырвулеску, бывший министр внутренних дел генерал Секуритате Ион Стэнеску. На выборах 1992 года партия выступала в коалиции «Красный квадрат» и сформировала небольшую парламентскую фракцию. В дальнейшем PSM в парламент не попадала. Некоторое время состояла в блоке с националистической «Великой Румынией». Перед выборами 2000 года Вердец уступил председательство Иону Сасу. В 2003 году партия была распущена: большая её часть влилась к социал-демократам, недовольное меньшинство образовало Партию социалистического альянса.
Умер от сердечного приступа. Похоронен в Бухаресте на кладбище Генча.

## Личная жизнь
Жена — Регина (в девичестве Грауманн). В браке родилось двое дочерей — Дойна (р. 1948) и Чезарина (р. 1953).